# Volleybal Club Linne Maasbracht Combinatie 2021-2022
Questa voce raccoglie le informazioni riguardanti il Volleybal Club Linne Maasbracht Combinatie nelle competizioni ufficiali della stagione 2021-2022.

## Stagione
Il Volleybal Club Linne Maasbracht Combinatie partecipa alla stagione 2021-22 con la denominazione sponsorizzata Numidia TopVolleybal Limburg.
Si piazza al nono posto nella regular season di Eredivisie, ottenendo poi il primo posto al termine della Pool B. In Coppa dei Paesi Bassi, invece, si spinge fino alle semifinali.

## Organigramma societario
Area direttiva
- Presidente: Wiek Vaassen

Area tecnica
- Allenatore: Guido Görtzen

## Rosa
| N° | Nome              | Ruolo | Data di nascita   | Nazionalità sportiva |
| -- | ----------------- | ----- | ----------------- | -------------------- |
| 1  | Nico Freriks      | P     | 22 dicembre 1981  | Paesi Bassi          |
| 2  | Job Vaassen       | S     | 2 aprile 1998     | Paesi Bassi          |
| 3  | Lennard Vossen    | C     | 19 settembre 1998 | Paesi Bassi          |
| 4  | Jesse Kling       | P     | 16 ottobre 1994   | Paesi Bassi          |
| 5  | Jaro Herinx       | C     | 6 ottobre 2003    | Paesi Bassi          |
| 7  | Jop Theunissen    | S     | 29 ottobre 1991   | Paesi Bassi          |
| 8  | Brent Grabert     | O     | 3 settembre 1997  | Paesi Bassi          |
| 9  | Thomas van Bladel | S     | 28 aprile 2003    | Paesi Bassi          |
| 10 | Desly Roeks       | O     | 3 aprile 1994     | Paesi Bassi          |
| 12 | Johannes Bontje   | C     | 12 maggio 1981    | Paesi Bassi          |
| 16 | Philippe Glesener | L     | 24 aprile 1998    | Lussemburgo          |
| 17 | Ryan Poole        | S     | 30 novembre 1998  | Regno Unito          |
| 18 | Lars Bouten       | S     | 18 marzo 1997     | Paesi Bassi          |
| 20 | David Kisiel      | O     | 4 ottobre 1997    | Stati Uniti          |
| 21 | Wouter Timmermans | L     | 24 settembre 2000 | Paesi Bassi          |

## Statistiche

### Statistiche di squadra
| Competizione          | Punti | In casa | In casa | In casa | In trasferta | In trasferta | In trasferta | Totale | Totale | Totale |
| Competizione          | Punti | G       | V       | P       | G            | V            | P            | G      | V      | P      |
| --------------------- | ----- | ------- | ------- | ------- | ------------ | ------------ | ------------ | ------ | ------ | ------ |
| Eredivisie            | 18/29 | 15      | 8       | 7       | 15           | 8            | 7            | 30     | 16     | 14     |
| Coppa dei Paesi Bassi | -     | 3       | 2       | 1       | 1            | 1            | 0            | 4      | 3      | 1      |
| Totale                | -     | 18      | 10      | 8       | 16           | 9            | 7            | 34     | 19     | 15     |

### Statistiche dei giocatori
Dati non disponibili.